# Chris Colfer
Christopher Paul «Chris» Colfer (Clovis, California, 27 de mayo de 1990) es un actor, cantante y escritor estadounidense. Se hizo especialmente conocido por su papel como Kurt Hummel en la serie de televisión musical Glee, que se transmitió entre 2009 y 2015 durante seis temporadas (y 121 episodios) y por ser el autor de la aclamada serie literaria La Tierra de las Historias. Colfer fue elegido para el papel de Kurt cuando tenía dieciocho años de edad, aunque hasta aquel momento solo había participado en obras de teatro escolares y no tenía experiencia profesional. Su trabajo en la serie fue remunerado con varios galardones, entre ellos un Globo de Oro.
En 2012 anunció su participación en dos proyectos al margen de la serie Glee: la obra de teatro 8 y la película Struck by Lightning. Struck by Lightning se trató de su primer protagónico en el cine y recibió críticas variadas. Otras ocupaciones de Colfer incluyen ser escritor, guionista y productor de cine.

## Primeros años
Christopher Paul Colfer ha tenido un interés en actuar desde la escuela secundaria, actuando en su comunidad, así como en el teatro basado en la región. De acuerdo con su perfil de Glee ante Fox.com, en Clovis East High School, estuvo involucrado con voz y debate en el que ganó «El discurso de muchos títulos de Campeón de debate», el club de drama, la FFA, fue presidente del Club del escritor, editor de la revista literaria de la escuela, y el capitán de Destination Imagination.
Su amor por la actuación y dirección continuó en la escuela secundaria cuando escribió una parodia de «Sweeney Todd» titulado «Shirley Todd» en su último año de preparatoria. Protagonizó esta obra de teatro y ordenó que todos los papeles de género se invirtiesen. Una experiencia que más tarde se convirtió en una sub-parcela para su personaje en Glee se le está negando cada año por los maestros de escuelas secundarias para cantar «Defying Gravity» del musical Wicked porque tradicionalmente ha sido realizado por una mujer. Su abuela, una predicadora, le permitió cantar la canción en su iglesia.

## Carrera

### 2009-2015:Glee
Chris en su pasado participó en la banda The Boys.
Chris interpreta al personaje Kurt Hummel en la serie televisiva Glee, de la cadena Fox. Kurt es contratenor y uno de los personajes más populares de la serie, distinguido por su fino gusto de la moda y sus prendas de diseñador. Además de su inigualable sensibilidad hacia su padre. Su papel fue escrito por el mismo director de la serie, luego de que Chris hiciera una audición para el papel de Artie, el chico en silla de ruedas, con la canción «Mr. Cellophane» que luego aparecería en la serie como su canción de audición al coro. El director, encantado por la personalidad de Chris, lo citó a una segunda audición para un rol diferente, el recién creado Kurt Hummel por el que ganó un Globo de Oro.
Kurt recibe el tortuoso trato de todos los demás personajes del coro en la escuela, sin embargo, debe lidiar con la revelación de su homosexualidad a su padre y al resto de la escuela. Gracias a esto, su personaje trasciende el coro y ahonda en una historia más profunda de lucha personal y autoaceptación. Su personalidad es uno de los elementos más destacables de la serie, llevando varias risas en episodios como en el que entró al equipo de football y les dio la victoria con el baile de «Single Ladies» en la mitad del campo de juego.
Una de las canciones más reconocidas de este personaje es «Defying Gravity» del musical Wicked, la cual hizo una audición junto a Rachel Berry (Lea Michele), la vocalista principal del coro. La canción tiene su propia historia y se remonta a los días de escuela de Chris, en donde siempre luchó por cantarla, pero que tradicionalmente es interpretada por una mujer, luego esta situación fue escrita en el guion y dio como resultado uno de los mejores y más divertidos capítulos de la serie. En la canción además se puede evidenciar un cuidadoso trabajo vocal, alcanzando la nota Fa quinta (Fa5 o F5), tono muy complicado para cualquier hombre. Chris también tuvo la suerte de cantar «A House is not a Home», «Rose’s Turn», «I Want to Hold your Hand», «Le Jazz Hot», «Don't Cry For Me Argentina« y «Happy Days Are Here Again / Get Happy» estas dos últimas canciones fueron cantadas en dueto con Lea Michele, entre otras...
El 8 de julio de 2010 Chris fue escogido para competir por el Primetime Emmy al mejor actor de reparto en una serie de comedia por su papel en Glee.

### Otros proyectos
El primer papel relevante de Colfer al margen de Glee fue en la película Struck by Lightning, estrenada en 2012.

## Vida personal
Colfer es abiertamente gay, y compartió a Access Hollywood. Él originalmente realizó una audición para el papel de Artie con la canción «Mr. Cellophane», pero Kevin McHale fue seleccionado para el papel. Sin embargo, los directores del casting quedaron tan impresionados por Colfer que escribieron el personaje de Kurt Hummel especialmente para él. «Kurt Hummel» ha pasado a convertirse en un favorito del público. La hermana de Colfer, Hannah, sufre de epilepsia severa, y a menudo experimenta más de cincuenta convulsiones en una hora. Colfer ha comentado que cuando era más joven solía cantar en el baño, como un método de escapar de la tensión relacionada con tener un familiar enfermo.
Colfer apareció en Friday Night With Jonathan Ross hablando el 18 de junio de 2010, junto con sus compañeros de Glee, Amber Riley y Matthew Morrison. Demostró su habilidad con un par de sai, revelando que él compró un par en eBay y que regularmente practica junto a la casa del árbol cuando no está grabando.

## Filmografía

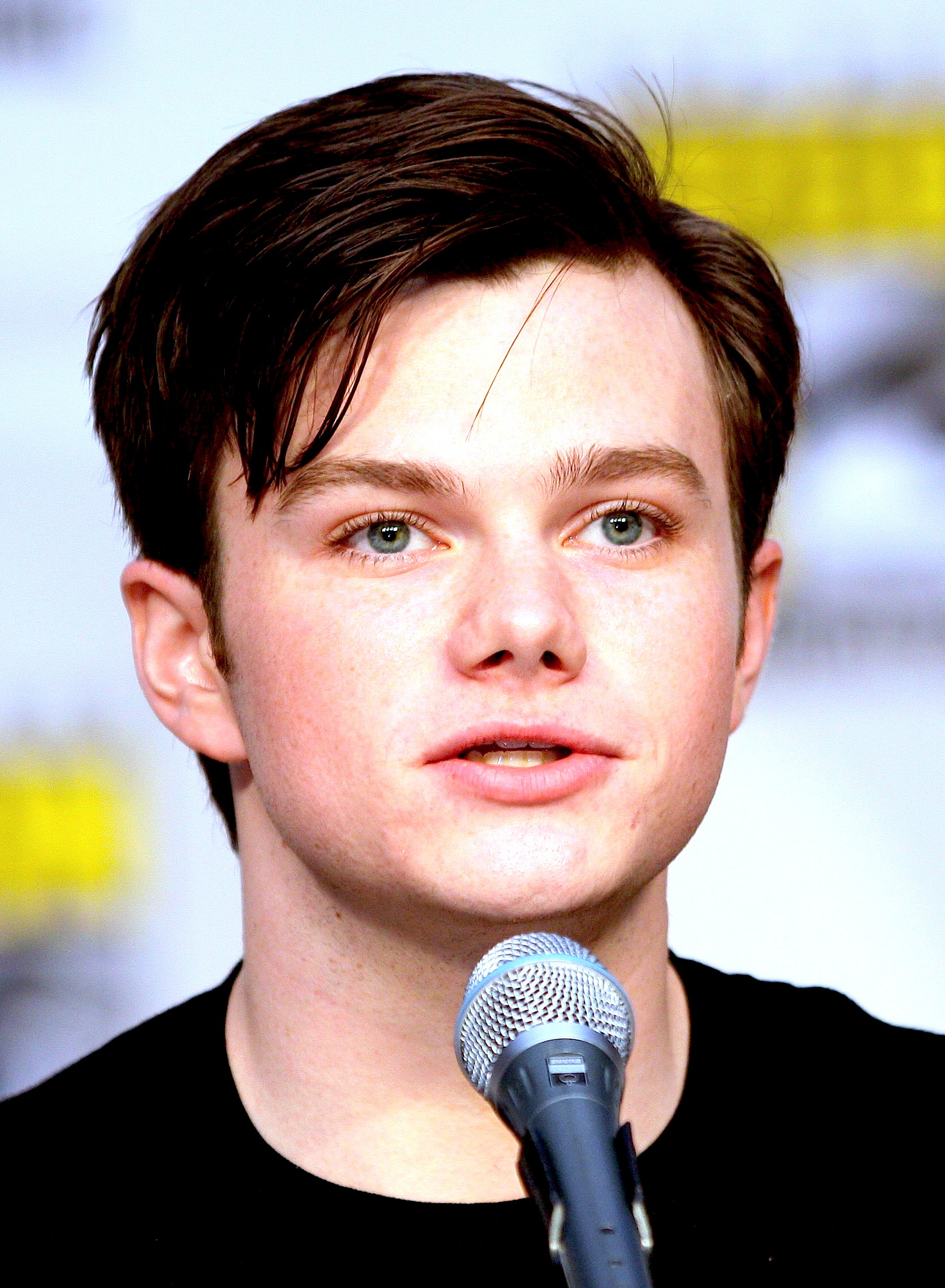
Colfer en el Convención Internacional de Cómics de San Diego, julio de 2010

| Año  | Título                                     | Papel                | Notas                                |
| ---- | ------------------------------------------ | -------------------- | ------------------------------------ |
| 2009 | Russel Fish: The Sausage and Eggs Incident | Russel Fish          | Cortometraje                         |
| 2010 | Marmaduke                                  | Drama Dog No. 2      | Voz                                  |
| 2011 | Glee: The 3D Concert Movie                 | Kurt Hummel/Él mismo | Actor principal                      |
| 2012 | 8                                          | Ryan Kendall         | Actor de reparto                     |
| 2012 | Struck by Lightning                        | Carson Phillips      | Actor principal; escritor; productor |
| 2014 | Robodog                                    | KC                   | Voz/principal                        |
| 2016 | Absolutely Fabulous: The Movie             | Christopher          | Elenco principal, película           |

| Año       | Título                     | Papel             | Notas                                                |
| --------- | -------------------------- | ----------------- | ---------------------------------------------------- |
| 2009‑2015 | Glee                       | Kurt Hummel       | Personaje principal 121 episodios serie de TV FOX.   |
| 2011      | The Cleveland Show         | Kurt Hummel (voz) | Episodio: «How Do You Solve a Problem Like Roberta?» |
| 2012      | The Glee Project           | Él mismo          | Mentor invitado, Episodio: «Glee-ality».             |
| 2013      | Bitter Party of Five       | Él mismo          | Estrella invitada 1 episodio, serie de TV.           |
| 2014‑2015 | Hot in Cleveland           | Tony Chase        | Estrella invitada 2 episodios, serie de TV.          |
| 2017      | Julie's Greenroom          | Él mismo          | Estrella invitada 2 episodios, serie de TV.          |
| 2020      | Visible: Out On Television | Él mismo          | Episodio: The New Guard.                             |
| 2021‑2022 | Ridley Jones               | Kosy (voz)        | Invitado 4 episodios, serie de TV Netflix.           |

## Libros
- The Land of Stories: The Wishing Spell (2012) — La tierra de las historias: El hechizo de los deseos.
- The Land of Stories: The Enchantress Returns (2013) — La tierra de las historias: El regreso de la hechicera.
- Struck by Lightning: The Carson Phillips Journal (2013).
- The Land of Stories: A Grimm Warning (2014) — La tierra de las historias: La advertencia de los hermanos Grimm.
- The Land of Stories: Beyond The Kingdoms (2015) — La tierra de las historias: Más allá de los reinos.
- Adventures from the Land of Stories: The Mother Goose Diaries (2015).
- Adventures from the Land of Stories: Queen Red Riding Hood’s Guide to Royalty (2015).
- The Curvy Tree: A Tale from the Land of Stories (2015).
- The Land of Stories: An Author's Odyssey (2016) — La tierra de las historias: La odisea del autor.
- The Land of Stories: A Treasury of Classic Fairy Tales (2017).
- Trollbella Throws a Party: A Tale from the Land of Stories (2017).
- Stranger Than Fanfiction (2017) — Más extraño que un fanfiction.
- The Land Of Stories: Worlds Collide (2017).
- The Land of Stories: The Ultimate Book Hugger’s Guide (2018).
- A Tale of Magic (2019).
- A Tale of Witchcraft (2020).
- A Tale of Sorcery (2021).

## Premios
Globo de Oro
| Año  | Categoría                                                              | Serie | Resultado |
| ---- | ---------------------------------------------------------------------- | ----- | --------- |
| 2011 | Globo de Oro al mejor actor de reparto de serie, miniserie o telefilme | Glee  | Ganador   |

Premios del Sindicato de Actores
| Año  | Categoría                             | Serie | Resultado |
| ---- | ------------------------------------- | ----- | --------- |
| 2010 | Mejor reparto de televisión - Comedia | Glee  | Ganador   |

People Choice Awards
| Año  | Categoría                                   | Resultado |
| ---- | ------------------------------------------- | --------- |
| 2012 | People Choice Awards a actor favorito de TV | Nominado  |
| 2013 | People Choice Awards a actor favorito de TV | Ganador   |
| 2014 | People Choice Awards a actor favorito de TV | Ganador   |
| 2015 | People Choice Awards a actor favorito de TV | Ganador   |

Teen Choice Awards
| Año  | Categoría                       | Serie | Resultado |
| ---- | ------------------------------- | ----- | --------- |
| 2010 | Ladrón de escenas TV: Masculino | Glee  | Ganador   |
| 2011 | Ladrón de escenas TV: Masculino | Glee  | Nominado  |
| 2012 | Mejor actor de comedia          | Glee  | Ganador   |
| 2013 | Mejor actor de comedia          | Glee  | Nominado  |
| 2014 | Mejor actor de comedia          | Glee  | Nominado  |

Premios Primetime Emmy
| Año  | Categoría              | Serie | Resultado |
| ---- | ---------------------- | ----- | --------- |
| 2010 | Mejor actor de reparto | Glee  | Nominado  |
| 2011 | Mejor actor de reparto | Glee  | Nominado  |

Premios Satellite
| Año  | Categoría                                              | Serie | Resultado |
| ---- | ------------------------------------------------------ | ----- | --------- |
| 2009 | Mejor actor de reparto de serie, miniserie o telefilme | Glee  | Nominado  |
| 2010 | Mejor actor de reparto de serie, miniserie o telefilme | Glee  | Nominado  |